# Чиретя
Чиретя (рум. Ciretea) — село у повіті Муреш в Румунії. Входить до складу комуни Зау-де-Кимпіє.
Село розташоване на відстані 284 км на північний захід від Бухареста, 30 км на захід від Тиргу-Муреша, 47 км на південний схід від Клуж-Напоки.

## Населення
За даними перепису населення 2002 року у селі проживали 77 осіб, з них 76 осіб (98,7%) румунів. Рідною мовою 75 осіб (97,4%) назвали румунську.